# Rima Rudolf
La Rima Rudolf è una struttura geologica della superficie della Luna.